# Église Saint-Lazare de Pope
Pour les articles homonymes, voir Église Saint-Lazare.
L'église Saint-Lazare de Pope (en serbe cyrillique : Црква Лазарица у Попама ; en serbe latin : Crkva Lazarica u Popama) est une église orthodoxe serbe située à Pope, sur le territoire de la ville de Novi Pazar et dans le district de Raška en Serbie. Elle est inscrite sur la liste des monuments culturels protégés de la république de Serbie (identifiant no SK 1081),.

## Présentation
L'église est située au hameau de Purće, à une vingtaine de kilomètres de Novi Pazar ; aujourd'hui partiellement en ruines, elle a été construite à la fin du XVIIe siècle.